# Maya Nasri
Maya Nasri (arab. مايا نصري) – libańska aktorka i piosenkarka.

## Dyskografia
- Akhbarak Eih? (2001) (How are you doing?)
- Law Kan Lak Alb (2003) (If You Had a Heart)
- Izzay Te’rafni (2005) (How Do You Know Me?)
- Jayi Lwa’t (2008) (The Time is Coming..)

### Singles
- Enta habib 3yone (1999)
- Akher Hammi (1999)
- Ana Bahtaglak (2004)
- Aywa Keda (2006/2007)
- Ana Kont Eh (2006/2007)

## Filmografia
- Code 36 (2007)
- Sultan elGharam („Sultan of Love”) (2007)
- Kharej An elQanoun („Against the Law”) (2007)
- Wekalet Atiyya (2008) –
- Bamboozia (2009)
- Rijal Alhasm (2009)